# Manchester United F.C. mùa bóng 1958–59
Mùa giải 1958-59 là mùa giải lần thứ 57 của Manchester United ở The Football League và mùa giải thứ 14 liên tiếp của đội bóng ở Giải hạng nhất Anh. Đây là mùa giải đầu tiên của United mà đội hình được xây dựng lại sau Thảm họa hàng không Munich trong tháng hai của mùa giải trước đó đã cướp đi sinh mạng của tám cầu thủ. Việc bổ sung cầu thủ đáng chú ý nhất trong đội hình cho mùa giải mới đó là tiền đạo Albert Quixall, ký hợp đồng từ câu lạc bộ Sheffield Wednesday.
Mùa giải này chứng kiến việc nghỉ hưu của trung vệ Jackie Blanchflower vì hậu quả của những vết thương anh phải chịu đựng trong vụ tai nạn Munich.
Cầu thủ sống sót trong tai nạn máy bay Munich, Bobby Charlton là cầu thủ ghi bàn hàng đầu của Man United mùa giải này với 29 bàn thắng, trong khi đồng đội Albert Scanlon cũng để lại ấn tượng với 16 bàn thắng khi chơi ở cánh trái. United kết thúc vị trí thứ hai trong mùa giải này.

## First Division
| Thời gian            | Đối thủ                 | H/A | Tỷ số Bt-Bb | Cầu thủ ghi bàn                              | Số lượng khán giả | League vị trí |
| -------------------- | ----------------------- | --- | ----------- | -------------------------------------------- | ----------------- | ------------- |
| 23 tháng 8 năm 1958  | Chelsea                 | H   | 5 – 2       | Charlton (3), Dawson (2)                     | 52,382            | 5th           |
| 27 tháng 8 năm 1958  | Nottingham Forest       | A   | 3 – 0       | Charlton (2), Scanlon                        | 44,971            | 2nd           |
| 30 tháng 8 năm 1958  | Blackpool               | A   | 1 – 2       | Viollet                                      | 26,719            | 6th           |
| 3 tháng 9 năm 1958   | Nottingham Forest       | H   | 1 – 1       | Charlton                                     | 51,880            | 7th           |
| 6 tháng 9 năm 1958   | Blackburn Rovers        | H   | 6 – 1       | Charlton (2), Viollet (2), Scanlon, Webster  | 65,187            | 2nd           |
| 8 tháng 9 năm 1958   | West Ham United         | A   | 2 – 3       | McGuinness, Webster                          | 35,672            | 5th           |
| 13 tháng 9 năm 1958  | Newcastle United        | A   | 1 – 1       | Charlton                                     | 60,670            | 7th           |
| 17 tháng 9 năm 1958  | West Ham United         | H   | 4 – 1       | Scanlon (3), Webster                         | 53,276            | 7th           |
| 20 tháng 9 năm 1958  | Tottenham Hotspur       | H   | 2 – 2       | Webster (2)                                  | 62,277            | 4th           |
| 27 tháng 9 năm 1958  | Manchester City         | A   | 1 – 1       | Charlton                                     | 62,912            | 6th           |
| 4 tháng 10 năm 1958  | Wolverhampton Wanderers | A   | 0 – 4       |                                              | 36,840            | 8th           |
| 8 tháng 10 năm 1958  | Preston North End       | H   | 0 – 2       |                                              | 46,163            | 8th           |
| 11 tháng 10 năm 1958 | Arsenal                 | H   | 1 – 1       | Viollet                                      | 56,148            | 7th           |
| 18 tháng 10 năm 1958 | Everton                 | A   | 2 – 3       | Cope (2)                                     | 64,079            | 10th          |
| 25 tháng 10 năm 1958 | West Bromwich Albion    | H   | 1 – 2       | Goodwin                                      | 51,721            | 14th          |
| 1 tháng 11 năm 1958  | Leeds United            | A   | 2 – 1       | Goodwin, Scanlon                             | 48,574            | 12th          |
| 8 tháng 11 năm 1958  | Burnley                 | H   | 1 – 3       | Quixall                                      | 48,509            | 14th          |
| 15 tháng 11 năm 1958 | Bolton Wanderers        | A   | 3 – 6       | Dawson (2), Charlton                         | 33,358            | 15th          |
| 22 tháng 11 năm 1958 | Luton Town              | H   | 2 – 1       | Charlton, Viollet                            | 42,428            | 12th          |
| 29 tháng 11 năm 1958 | Birmingham City         | A   | 4 – 0       | Charlton (2), Bradley, Scanlon               | 28,658            | 10th          |
| 6 tháng 12 năm 1958  | Leicester City          | H   | 4 – 1       | Charlton, Bradley, Scanlon, Viollet          | 38,482            | 9th           |
| 13 tháng 12 năm 1958 | Preston North End       | A   | 4 – 3       | Charlton, Bradley, Scanlon, Viollet          | 26,290            | 8th           |
| 20 tháng 12 năm 1958 | Chelsea                 | A   | 3 – 2       | Charlton, Goodwin, own goal                  | 48,550            | 7th           |
| 26 tháng 12 năm 1958 | Aston Villa             | H   | 2 – 1       | Quixall, Viollet                             | 63,098            | 7th           |
| 27 tháng 12 năm 1958 | Aston Villa             | A   | 2 – 0       | Pearson, Viollet                             | 56,450            | 4th           |
| 3 tháng 1 năm 1959   | Blackpool               | H   | 3 – 1       | Charlton (2), Viollet                        | 61,961            | 3rd           |
| 31 tháng 1 năm 1959  | Newcastle United        | H   | 4 – 4       | Charlton, Quixall, Scanlon, Viollet          | 49,008            | 4th           |
| 7 tháng 2 năm 1959   | Tottenham Hotspur       | A   | 3 – 1       | Charlton (2), Scanlon                        | 48,401            | 3rd           |
| 16 tháng 2 năm 1959  | Manchester City         | H   | 4 – 1       | Bradley (2), Goodwin, Scanlon                | 59,846            | 3rd           |
| 21 tháng 2 năm 1959  | Wolverhampton Wanderers | H   | 2 – 1       | Charlton, Viollet                            | 62,794            | 2nd           |
| 28 tháng 2 năm 1959  | Arsenal                 | A   | 2 – 3       | Bradley, Viollet                             | 67,162            | 3rd           |
| 2 tháng 3 năm 1959   | Blackburn Rovers        | A   | 3 – 1       | Bradley (2), Scanlon                         | 40,401            | 3rd           |
| 7 tháng 3 năm 1959   | Everton                 | H   | 2 – 1       | Goodwin, Scanlon                             | 51,254            | 2nd           |
| 14 tháng 3 năm 1959  | West Bromwich Albion    | A   | 3 – 1       | Bradley, Scanlon, Viollet                    | 35,463            | 2nd           |
| 21 tháng 3 năm 1959  | Leeds United            | H   | 4 – 0       | Viollet (3), Charlton                        | 45,473            | 2nd           |
| 27 tháng 3 năm 1959  | Portsmouth              | H   | 6 – 1       | Charlton (2), Viollet (2), Bradley, own goal | 52,004            | 1st           |
| 28 tháng 3 năm 1959  | Burnley                 | A   | 2 – 4       | Goodwin, Viollet                             | 44,577            | 2nd           |
| 30 tháng 3 năm 1959  | Portsmouth              | A   | 3 – 1       | Charlton (2), Bradley                        | 29,359            | 1st           |
| 4 tháng 4 năm 1959   | Bolton Wanderers        | H   | 3 – 0       | Charlton, Scanlon, Viollet                   | 61,528            | 2nd           |
| 11 tháng 4,l 1959    | Luton Town              | A   | 0 – 0       |                                              | 27,025            | 2nd           |
| 18 tháng 4 năm 1959  | Birmingham City         | H   | 1 – 0       | Quixall                                      | 43,006            | 2nd           |
| 25 tháng 4 năm 1959  | Leicester City          | A   | 1 – 2       | Bradley                                      | 38,466            | 2nd           |

| # | Câu lạc bộ              | Tr | T  | H | B  | Bt  | Bb | Hs | Điểm |
| - | ----------------------- | -- | -- | - | -- | --- | -- | -- | ---- |
| 1 | Wolverhampton Wanderers | 42 | 28 | 5 | 9  | 110 | 49 | 61 | 61   |
| 2 | Manchester United       | 42 | 24 | 7 | 11 | 103 | 66 | 37 | 55   |
| 3 | Arsenal                 | 42 | 21 | 8 | 13 | 88  | 68 | 20 | 50   |

## FA Cup
| Thời gian           | Vòng đấu | Đối thủ      | H/A | Tỷ số Bt-Bb | Cầu thủ ghi bàn | Số lượng khán giả |
| ------------------- | -------- | ------------ | --- | ----------- | --------------- | ----------------- |
| 10 tháng 1 năm 1959 | Vòng 3   | Norwich City | A   | 0 – 3       |                 | 38,000            |

## Thống kê mùa giải
| GK | Harry Gregg     | 41 | 0  | 1 | 0 | 42 | 0  |
| GK | Ray Wood        | 1  | 0  | 0 | 0 | 1  | 0  |
| FB | Joe Carolan     | 23 | 0  | 1 | 0 | 24 | 0  |
| FB | Bill Foulkes    | 32 | 0  | 1 | 0 | 33 | 0  |
| FB | Ian Greaves     | 34 | 0  | 0 | 0 | 34 | 0  |
| HB | Shay Brennan    | 1  | 0  | 0 | 0 | 1  | 0  |
| HB | Ronnie Cope     | 32 | 2  | 1 | 0 | 33 | 2  |
| HB | Stan Crowther   | 2  | 0  | 0 | 0 | 2  | 0  |
| HB | Freddie Goodwin | 42 | 6  | 1 | 0 | 43 | 6  |
| HB | Bobby Harrop    | 5  | 0  | 0 | 0 | 5  | 0  |
| HB | Wilf McGuinness | 39 | 1  | 1 | 0 | 40 | 1  |
| FW | Warren Bradley  | 24 | 12 | 1 | 0 | 25 | 12 |
| FW | Bobby Charlton  | 38 | 29 | 1 | 0 | 39 | 29 |
| FW | Alex Dawson     | 11 | 4  | 0 | 0 | 11 | 4  |
| FW | Reg Hunter      | 1  | 0  | 0 | 0 | 1  | 0  |
| FW | Kenny Morgans   | 2  | 0  | 0 | 0 | 2  | 0  |
| FW | Mark Pearson    | 4  | 1  | 0 | 0 | 4  | 1  |
| FW | Albert Quixall  | 33 | 4  | 1 | 0 | 34 | 4  |
| FW | Albert Scanlon  | 42 | 16 | 1 | 0 | 43 | 16 |
| FW | Ernie Taylor    | 11 | 0  | 0 | 0 | 11 | 0  |
| FW | Dennis Viollet  | 37 | 21 | 1 | 0 | 38 | 21 |
| FW | Colin Webster   | 7  | 5  | 0 | 0 | 7  | 5  |
| –  | Own goals       | –  | 2  | – | 0 | –  | 2  |